# Une enfant du siècle
Az Une enfant du siècle (magyarul: A század gyermeke) Alizée francia énekesnő  negyedik stúdióalbuma, mely 2010. március 29-én jelent meg. Ez az első lemez, amely a Jive Epic kiadónál jelent meg, és az első, amelyen angol-francia-spanyol nyelvű dalok találhatóak. Az albumot Edie Sedgwick élete inspirálta. A radikális stílusváltás ellenére a kritikusok jól fogadták az új lemezt. A megjelenés napján Alizée dedikálást tartott a párizsi Virgin Megastore-ban.

## Háttér és kompozíció
2009 elején Alizée-nek le kellett mondania turnéja hátralévő, francia állomásait. Emellett bejelentette, hogy új albumán dolgozik, amely nagyon különbözni fog az eddigi felvételeitől. Az új lemez az Une enfant du siècle nevet kapta és 2010. március 29-én jelent meg. Egy teaser is megjelent ezzel kapcsolatosan.
A felvételek Párizsban és Londonban zajlottak.
Az első kislemez a Limelight dal lett volna, amelynek szövege teljesen angol volt, de végül csak promóciós kislemezként jelent meg 2010. február 15-én. Később a Popjustice megerősítette, hogy a hivatalos első kislemez a Les Collines (Never Leave You) dal.
Ez volt Alizée első albuma, melyhez gyűjtői kiadás készült egy díszdobozzal.
Az album alaptémája az amerikai modell, Edie Sedgwick élete, a születésétől kezdve a haláláig. Bár Andy Warhol neve nyíltan nem kerül említésre a dalszövegekben, az album rá is sok utalást tartalmaz.
A zene legfőképp az elektronikus vonalat képviseli.

## Promóció
Az album népszerűsítése miatt a korzikai énekesnőről több fotósorozat is megjelent, az album deluxe kiadása pedig előrendelhető volt a hivatalos weboldalán. Alizée szerepelt a francia Technikart címlapján, ugyanolyan külsővel, mint Madonna a Like a Virgin kislemezének borítóján.
Minikoncertet adott a párizsi Point Ephémère-ben és részt vett a Serge Gainsburg tiszteletére rendezett koncerten Tel-Avivban, melyen Vanessa Paradis "Dis-lui toi que je t'aime" dalát adta elő.
Az album Ázsiában is népszerű volt.
Lengyelországban a Limelight-t dalt kiadták promóciós kislemezként.

## Az albumon található dalok listája
1. Éden, Éden (4:22)
2. Grand Central (3:24)
3. Limelight (5:15)
4. La Candida (2:14)
5. Les Collines (Never Leave You) (3:43)
6. 14 décembre (3:17)
7. À cœur fendre (3:04)
8. Factory Girl (4:09)
9. Une fille difficile (3:38)
10. Mes fantômes (3:16)

## Közreműködők
- Ének: Alizée
- Producer: Château Marmont
- Executive producer: Jean-René Etienne
- Grafika: Olivia Partel
- Fotók: Camille Vivier

## Listák
Az Une enfant du siècle a 24. helyen lépett be a Francia albumlistára 2010. április 3-án. Mindössze 2 hétig szerepelt a Top 100-ban, és 6 hétig a Top 200-ban. A digitális letöltések listáján a 13. helyen nyitott, azonban csak egy hétig sikerült a Top 50-ben maradnia.